# 加祿堂 (地名)
加祿堂，是台灣屏東縣枋山鄉的一個傳統地域名稱，位於該鄉北部。相較於今日行政區，其範圍大致包括加祿村北部不含其東北部狹長凸出部分的南北兩側邊界地帶及東部凸出部分，以及枋寮鄉的保生村東南部、隆山村南端。
本地區境內主要聚落為嘉祿堂（加祿堂），設有加祿國小。

## 歷史
荷蘭文獻記載1645年荷蘭東印度公司駐台灣當局派遣遠征軍穿越排灣族領地往台灣東部探查金礦，回程經過:275；1650年代蘇格蘭人大衛·萊特（David Wright）記載福爾摩沙十一郡省的第七區為排灣族社群，由女性統治；1656年3月社群出席南部地方會議:23；1661年2月公司由海路出航討伐排灣族力里社，中途在由女王統治的上岸停靠。翁佳音認為這些荷蘭文獻記載的社群就是清治文獻記載的「加六堂」、「加洛堂」、「茄洛堂」、「嘉鹿塘」、「加祿堂社」。:28-29
日治初期，加祿堂地區為一街庄，稱為「加祿堂庄」（舊制街庄），隸屬於嘉禾里。該庄昔日北北西側與枋藔庄為鄰，東與蕃地為鄰，東南邊為平埔庄，西南邊及西邊臨台灣海峽。
1901年（日治明治三十四年）11月11日，全台廢縣廳改設二十廳，該庄隸屬於恆春廳。1904年（明治三十七年）5月1日，該庄編入「枋山區」，隸屬於恆春廳。1909年（明治四十二年）10月25日，全台合併二十廳為十二廳，枋山區改隸屬於阿緱廳。1920年（大正九年）10月1日，全台地方制度大改正，廢十二廳改設五州二廳，該庄改制為「加祿堂」大字，隸屬於高雄州潮州郡枋山庄（新制街庄）。
戰後枋山庄改制為枋山鄉，隸屬於高雄縣，大字亦改制為村。1950年（民國39年）10月1日，高、屏分治，枋山鄉改隸屬於屏東縣。
相較於今日行政區，本地區的範圍大致包括加祿村北部不含其東北部狹長凸出部分的南北兩側邊界地帶及東部凸出部分，以及枋寮鄉的保生村東南部、隆山村南端。

## 聚落
本地區發展較早的聚落為嘉祿堂（加祿堂），在日治期初期的官方地圖上已有記載。

## 交通
台鐵屏東線是高雄至枋寮間的鐵路幹線，經過本地區中部，並在境內設有加祿車站。該站屬三等站，停靠部分莒光號及全部區間車；由此可前往台鐵沿線各站。
省道台1線又稱「縱貫公路」，是臺北至楓港的傳統平面幹道，經過本地區的加祿堂聚落。由該道路北行可前往枋寮鄉、佳冬鄉東北部、新埤鄉/南州鄉交界地帶、潮州鎮等地；南行可前往枋山鄉中南部，並止於楓港地區的省道台26線路口。

## 學校
- 加祿國小

## 公務機關
- 屏東縣政府警察局枋寮分局加祿派出所